# Batin
Batin is een bestuurslaag in het regentschap Batang Hari van de provincie Jambi, Indonesië. Batin telt 3216 inwoners (volkstelling 2010).